# Gisaka
xie siècle – 1854
Entités suivantes :
- composante du Ruanda
- Rwanda

Le royaume du Gisaka, berceau des Abagesera-Bazirankende, est un royaume d'Afrique de l'Est qui fut annexé par le Rwanda en 1854,,.

## Histoire
En août 1919,  le Ruanda-Urundi passa sous mandat belge mais à la suite de l’accord Orts-Milner, le Gisaka fut cédé au Tanganyika  sous mandat britannique, dans l'objectif de la réalisation d'une ligne de chemin de fer Le Cap – Le Caire.
Avec le Buganza, cette région était celle comportant les meilleurs pâturages.